# Санаторий
Санато́рий (из нем. Sanatorium, либо из фр. sanatorium, от лат. sanatorium, sanatorius — «место лечения», «способный лечить», производного от sanare — «лечить») — лечебно-профилактическое учреждение, в котором для лечения и профилактики заболеваний используют главным образом природные факторы (климат, минеральные воды, лечебные грязи, морские купания и т. п.) в сочетании с лечебной физкультурой, физиотерапией и рациональным питанием (диетой) при соблюдении определённого режима лечения и отдыха.
Санатории организуются как на курортах, так и вне их, в местностях (пригородных зонах) с благоприятными климатическими, ландшафтными и санитарно-гигиеническими условиями (местные санатории). Вблизи от промышленных предприятий для работающих организуются санатории-профилактории.

## Общие сведения
Различают санатории общего и специального типа.
При многих заболеваниях в период ремиссии (исчезновения острых проявлений) санаторно-курортное лечение является предпочтительным.
Перечень заболеваний, при которых показано то или иное санаторно-курортное лечение:
1. Заболевания сердечно-сосудистой системы.
2. Облитерирующие болезни сосудов. Тромбофлебиты.
3. Болезни органов пищеварения.
4. Болезни почек и мочевыводящих путей.
5. Болезни обмена веществ и эндокринных желёз.
6. Болезни органов дыхания нетуберкулёзного характера.
7. Болезни опорно-двигательного аппарата и костно-мышечной системы.
8. Болезни нервной системы.
9. Болезни женских половых органов.
10. Болезни кожи.
11. Болезни уха, горла и носа.

Санаторно-курортное лечение противопоказано тем, кто страдает инфекционными (в том числе венерическими заболеваниями), психическими расстройствами, в острой фазе заболеваний, при склонности к кровотечениям, при злокачественных новообразованиях, женщинам во второй половине беременности, и при существовании акушерской патологии.
В зависимости от преобладания того или иного природного фактора курорты подразделяются на климатические, бальнеологические и грязелечебные.

## Советская санаторная система

### Создание советской санаторной системы
Созданная в СССР оригинальная санаторная система начала формироваться в первые годы советской власти с принятием подписанного Лениным 4 апреля 1919 года декрета «О лечебных местностях общегосударственного значения», а 21 декабря 1920 года — декрета Совета народных комиссаров «Об использовании Крыма для лечения трудящихся». С этого момента государство планомерно развивало базу санаторно-курортного лечения — детские, туберкулёзные, бальнеологические, климатические, грязелечебные санатории и курорты. Они финансировались за счёт общественных фондов потребления и формально были общедоступными для всех слоёв населения, но на практике их доступность и качество сильно варьировались в зависимости от партийного статуса соискателя.
В 1960 году постановлением Совета министров СССР «О передаче профсоюзам хозрасчётных санаториев, курортных поликлиник и домов отдыха» санаторно-курортная сеть в основном была передана в управление ВЦСПС. Профсоюзы оплачивали 70-90 % стоимости путёвок как для взрослых, так и для детей. В 1975 году в 948 профсоюзных здравницах получили лечение 8,3 млн рабочих, в 25 600 пионерских лагерях — 9,8 млн школьников.
Изначально санатории были в гораздо большей степени медицинскими учреждениями, чем курортными. Это повлияло на принятую в санаториях терминологию: так, в учёте используются койко-места и койко-дни, многими санаториями по-прежнему управляет главный врач (хотя, с распадом СССР, должность руководителя многих санаториев стала директорской).

### В Российской Федерации
С ликвидацией общенародной социалистической собственности санатории перешли в ведение местных властей, ведомств, частных лиц, и количество здравниц и мест в них стало сокращаться.
За 2008—2013 год количество взрослых, получивших санаторное лечение, уменьшилось на 381,1 тысячи до 5 млн 382 тыс. 474 человек. Тем не менее почти 5 млн человек получают лечение в здравницах по путёвкам и только 430 тысяч — амбулаторно (по курсовкам).
Уменьшилась загрузка коек: вместо нормативных 320—350 дней она составляет 215—253 дня. Здравницы неравномерно расположены на территории Российской Федерации, не обладают однотипными природными лечебными ресурсами, имеют недостаточную материально-техническую оснащённость, испытывают дефицит кадров. Всё это снижает доступность санаторно-курортного лечения для населения и его роль в профилактике заболеваний и реабилитации больных. Финансируется санаторно-курортное лечение за счёт 6 источников: федеральный бюджет, региональные бюджеты, средства фонда обязательного социального страхования, средства организаций, личные средства граждан, средства госкорпораций.
Санаторная деятельность лицензируется (как и любая медицинская деятельность) федеральной службой по надзору в сфере здравоохранения и социального развития и сертифицируется в соответствии со специальными требованиями.
Специфика деятельности санаториев значительно отличается от пансионатов, домов отдыха, гостиниц и т. п. Несмотря на внешнюю схожесть таких бизнес-процессов, как реализация услуг, размещение и питание, в санаториях эти процессы значительно отличаются, как в силу влияния медицинской направленности учреждений, так и просто из-за исторически сложившихся схем работы.
В настоящее время наиболее современные санатории приближают процессы, прямо не связанные с лечением, к мировым гостиничным и SPA-стандартам.

## Понятие путёвки
Путёвка — это документ, подтверждающий наличие у его владельца права на получение определённого комплекса санаторно-курортных услуг. Санаторная путёвка оформляется бланком строгой отчётности (в противном случае, предоставляемые услуги не будут освобождаться от НДС).

## Санатории за границей
Во многих западных странах (США, Великобритания, Франция) санатории существовали исключительно как места для лечения туберкулёза до открытия антибиотиков. Считалось, что особый режим проживания и питания поможет организму человека победить туберкулёз. С появлением в 1943 году стрептомицина санатории стали массово закрываться и почти исчезли. Сегодня их аналогом можно считать некоторые реабилитационные центры, рассчитанные на борьбу с наркоманией, алкоголизмом, психическими расстройствами, восстановление после тяжёлых болезней и травм с помощью физиотерапии и т. д.

## Изображения в филателии
В 1939 году в СССР была выпущена серия почтовых марок, посвящённая курортам.
- Курорты СССР
- Кисловодск. Санаторий «Россия»
- Сочи. Санаторий РККА имени тов. Ворошилова
- Сочи. Санаторий РККА имени тов. Ворошилова
- Новый Афон. Санаторий «Абхазия»
- Сочи. НИИ курортологии
- Сочи. Санаторий имени С. Орджоникидзе
- Сухуми. Санаторий имени С. Орджоникидзе
- Сочи. Санаторий имени С. Орджоникидзе

В 1946 году была выпущена первая серия почтовых марок СССР, посвящённая санаториям:
- Санатории СССР
- Сухуми
- Гагры
- Сочи
- Новый Афон

В 1947 году была выпущена вторая серия почтовых марок, посвящённая этой теме:
- Санатории СССР
- Гагры
- Новый Афон
- Сочи
- Сочи
- Сочи
- Сухуми
- Сухуми
- Кисловодск
- Ливадия
- Рига

В 1949 году была выпущена следующая серия почтовых марок:
- Санатории СССР
- Кисловодск
- Кисловодск
- Железноводск
- Махинджаури
- Сочи
- Сочи
- Цхалтубо
- Хоста
- Хоста
- Хоста